# Rue Bénit
Pour les articles homonymes, voir Bénit.
La rue Bénit est une voie située au sein de la commune française de Nancy, dans le département de Meurthe-et-Moselle, en région Lorraine.

## Situation et accès
Elle débute rue Saint-Jean et se termine rue des Blondlot.

## Origine du nom
Ce nom rappelle le souvenir du docteur en médecine Pierre-Hyacinthe Bénit (1792-1870).

## Historique
Elle s'est appelée « cul-de-sac des Frères », « cul-de-sac Saint-Charles » et « impasse des Écoles », à cause de la grande école des Frères. 
Le 16 février 1870, cette impasse prend le nom d'« impasse Bénit », jusqu'au percement en 1882 de la rue des Blondlot ou elle prend l'année suivante le nom de « rue Bénit ».

## Bâtiments remarquables et lieux de mémoire
- no 2 : Immeuble Génin-Louis, édifice datant du début du XXe siècle, objet d’une inscription au titre des monuments historiques depuis 1976[3].